# 福井県道2号武生美山線
福井県道2号武生美山線（ふくいけんどう2ごう たけふみやません）は、福井県越前市と福井市を結ぶ県道（主要地方道）である。

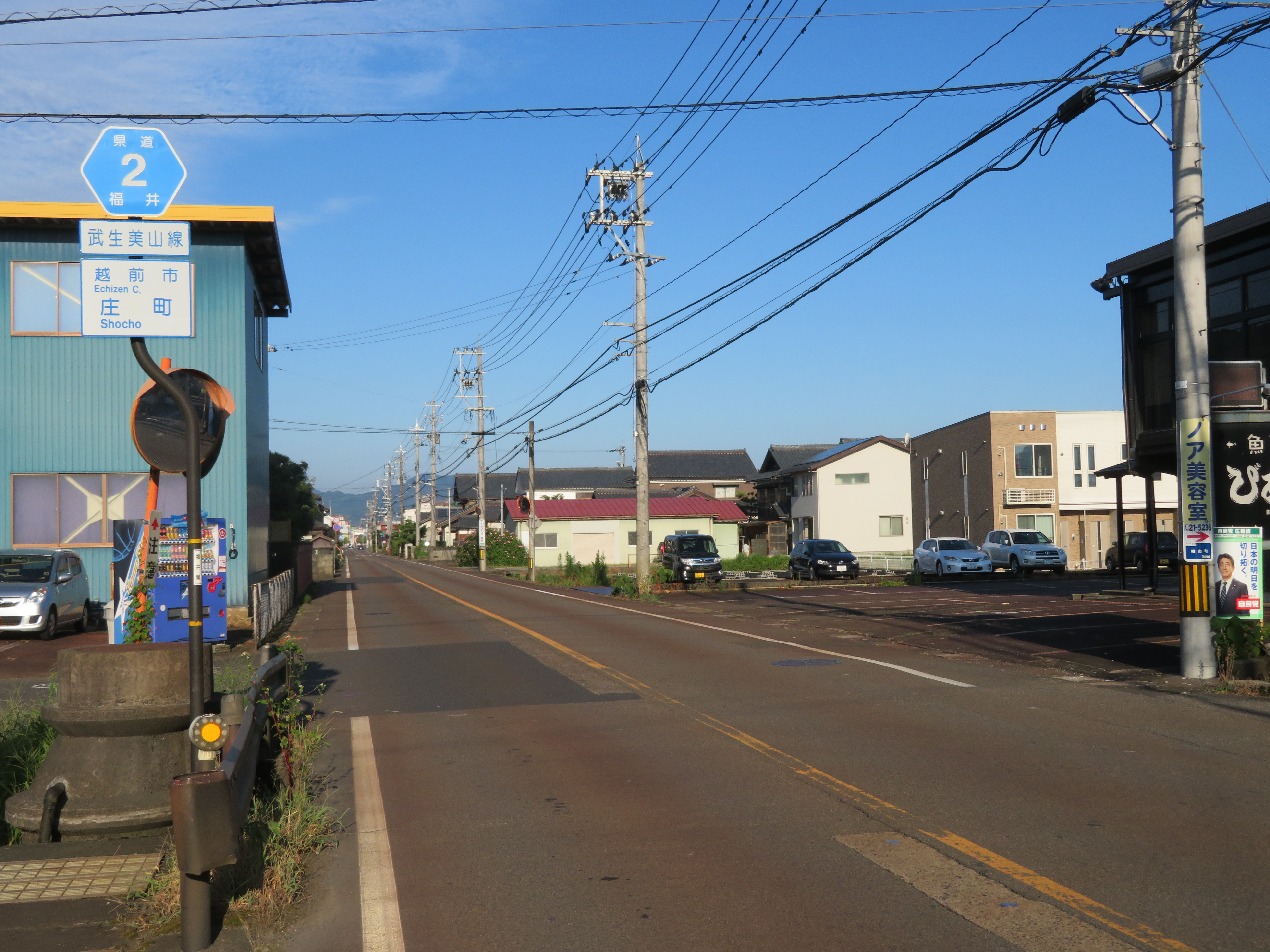
越前市庄町付近

## 概要
越前市武生地区（旧武生市）の中心市街地北部から同市今立地区（旧今立町）を横断し、池田町北部を経由して、福井市美山地区（旧美山町）中心部へと至る路線である。
災害に弱く、大雨や積雪・凍結による通行止がしばしば発生した最大の難所である越前市・池田町境の峠越え区間では、新清水谷トンネルが2006年（平成18年）11月に完成し、通行が容易となった。
2004年（平成16年）7月に発生した福井豪雨では、旧今立町東部から終点近くの区間に並行する河川において土石流、沿道の土砂崩れや道路自体の崩壊が発生するなどし、長期間にわたり、工事による通行止めや車線規制が行われた。

### 路線データ
- 起点 : 福井県越前市新保一丁目（福井県道28号福井朝日武生線交点）
- 終点 : 福井県福井市朝谷町（国道158号交点）
- 総延長 : 35.0 km （単独区間28.8 km）
- 重複区間 : 福井県今立郡池田町野尻 - 福井県福井市西河原町（＝国道476号）

## 歴史
- 1993年（平成5年）5月11日 - 建設省から、県道武生大野線の一部・県道西河原朝谷線が武生美山線として主要地方道に指定される[1]。

## 路線状況

### 別名
- 百年通り（越前市：越前市新在家町 - 同市野岡町）
- 清水谷坂（越前市、池田町：越前市寺地 - 今立郡池田町清水谷）

### 重複区間
- 福井県道194号西尾鯖江停車場線（越前市北町 地内）
- 福井県道199号大滝定友線（越前市新在家町 - 越前市定友町・定友交差点）
- 国道417号（越前市定友町・定友交差点 - 越前市粟田部町・今立総合支所前交差点）
- 国道476号（池田町野尻 - 福井市西河原町）

### 道路施設
- 平和橋（小松川）
- 府中橋（河濯川）
- 西武生第一踏切（福井鉄道福武線）
- 豊橋（日野川）
- 北野橋（浅水川）
- 服間橋（水間川）
- 新清水谷トンネル（越前・池田の市町境）
- 野尻橋（足羽川）
- 朝谷トンネル

## 地理
福井県道28号福井朝日武生線と重複する越前市新保町の新保交差点から1km余り東へ直進し、北府駅の南側で福井鉄道福武線と西武生第一踏切で交わる。そのまま直進すると、ハピラインふくい線を下にして陸橋で立体交差し、続いて豊橋で日野川を渡り、同市横市町の横市交差点で国道8号と交差する。その後、北陸自動車道のガード下を抜けた辺りで福井県道194号西尾鯖江停車場線と分岐して北の方へ大きくカーブする。同市北町の北町交差点で右に折れ、北野橋で浅水川を渡り、福井県立武生東高等学校を南側に臨みつつ田園地帯を進むと、同市新在家の新在家交差点に突き当たる。交差点を北に折れる（左折）と、沿線には今立地区の中心市街地が広がる。しばらく北へ進み、野岡・仲山交差点と山室交差点でクランク状に進行したのちに、進路は再び東向きに変わる。服間橋で水間川を渡ると、越前市今立地区の山間の集落へと入っていく。その後、越前市と池田町の市町境である巡見峠を貫く新清水谷トンネルを越え、国道476号に交わる。ここから476号との重複区間となり、池田町北部からカーブの多い山道を北進、足羽川に沿って下り、福井市に入る。同市西河原町で476号と分岐後、さらに足羽川沿いを北上すると、同市美山地区の中心部が右手に見えてきて、しばらく進むと終点に至る。

### 通過する自治体
- 越前市
- 今立郡池田町
- 福井市

### 交差する道路
- 福井県道28号福井朝日武生線（越前市新保一丁目・新保交差点、起点）
- 福井県道190号小曽原武生線（越前市村国町・村国交差点）
- 国道8号（越前市横市町・横市交差点）
- 福井県道194号西尾鯖江停車場線（越前市北町 -＜重複＞- 同・北町交差点）
- 福井県道198号池泉今立線（越前市粟田部町）
- 福井県道199号大滝定友線（越前市新在家町・新在家交差点）
- 国道417号（越前市定友町・定友交差点 -＜重複＞- 同市粟田部町・今立総合支所前交差点）
- 福井県道25号福井今立線（越前市野岡町・「野岡・仲山」交差点）
- 福井県道117号今立池田線（越前市朽飯町）
- 福井県道193号藤木新堂線（越前市藤木町・服間小前交差点）
- 福井県道243号領家河和田線（越前市領家町・領家交差点）
- 国道476号（今立郡池田町野尻  -＜重複＞- 福井市西河原町）

※ 国道476号重複区間内の接続路線
- 福井県道34号松ケ谷宝慶寺大野線（今立郡池田町松ケ谷）

- 国道158号（国道364号重複）（福井市朝谷町、終点）

### 沿線にある施設など
- 福井鉄道福武線北府駅
- 福井県立武生高等学校
- 南越消防組合東消防署
- 越前市立岡本小学校
- 越前市役所今立総合支所
- 越前警察署今立分庁舎
- 越前市南越中学校
- 越前市立服間小学校